# Zephyranthes jonesii
Zephyranthes jonesii là một loài thực vật có hoa trong họ Amaryllidaceae. Loài này được (Cory) Traub miêu tả khoa học đầu tiên năm 1951.